# Liste der Kulturdenkmäler in Worms-Leiselheim
In der Liste der Kulturdenkmäler in Worms-Leiselheim sind alle Kulturdenkmäler des Stadtteils Worms-Leiselheim aufgeführt. Grundlage ist die Denkmalliste des Landes Rheinland-Pfalz (Stand: 1. Juni 2023).

## Einzeldenkmäler
| Bezeichnung                       | Lage                                               | Baujahr         | Beschreibung | Bild                           |
| --------------------------------- | -------------------------------------------------- | --------------- | --- | ------------------------------ |
| Ortsverwaltung                    | Adam-Riese-Straße 2/2a Lage                        | 1903            | ehemalige Schule mit Lehrerwohnung; Klinkerbauten mit Krüppelwalmdächern, Heimatstil, 1903                                                                                                | Fotos hochladen                |
| Kurpfälzischer Amtshof            | Dr.-Illert-Straße 7 Lage                           | 1752            | Wohnhaus, teilweise (Zier-)Fachwerk, bezeichnet 1774 und 1752, im Kern wohl älter; Mannpforte bezeichnet 1752, spätmittelalterlicher Schlussstein, Torfahrt aus dem 19. Jahrhundert       | Fotos hochladen                |
| Kriegerdenkmal                    | Friedhofstraße/Dunantstraße, auf dem Friedhof Lage | um 1900         | Kriegerdenkmal 1870/71; Sandsteinstele | Fotos hochladen                |
| Katholische Kirche St. Laurentius | Friedhofstraße 7 Lage                              | 1933/34         | Saalbau, Heimatstil, 1933/34, Architekt Preis, Mainz; gotische Maßwerkspolie; Laurentiusfigur, 1930er Jahre; mit Ausstattung                                                              | Fotos hochladen                |
| Toranlage                         | Laurentiusstraße, zu Nr. 8 Lage                    | 1759            | Toranlage, bezeichnet 1759 | Fotos hochladen                |
| Toranlage                         | Laurentiusstraße, an Nr. 41/43 Lage                | 1767            | Toranlage mit Manntor, bezeichnet 1767 | Fotos hochladen                |
| Schulhaus                         | Milchstraße 7 Lage                                 | 1857            | ehemaliges Schulhaus; stattlicher spätklassizistischer Sandsteinquaderbau, 1857 | Fotos hochladen                |
| Gewölbekeller und Toranlage       | Winzerstraße, zu Nr. 8 Lage                        | um 1600         | Gewölbekeller, wohl um 1600; Toranlage, Renaissance-Torfahrt bezeichnet 1602 und 1740, Torflügel um 1900, Renaissance-Mannpforte (bezeichnet 1933)                                        | Fotos hochladen                |
| Hofanlage                         | Winzerstraße 10 Lage                               | 19. Jahrhundert | Hakenhof, 19. Jahrhundert; zweischiffiger Stall mit Freisäulen, Anfang des 19. Jahrhunderts, Fenster und Tür wohl aus dem 18. Jahrhundert                                                 | Fotos hochladen                |
| Relief                            | Winzerstraße, an Nr. 15 Lage                       |                 | barockes Relief mit Puttenkopf | BW                             |
| Hofanlage                         | Winzerstraße 18 Lage                               | 18. Jahrhundert | Hakenhof, 18. Jahrhundert, Überformung im 19. Jahrhundert, Torfahrt mit Reliefstein, bezeichnet 1729, Scheune bezeichnet 1728; im Garten drei Steine des alten Rathauses, bezeichnet 1548 | Fotos hochladen                |
| Scheitelstein                     | Winzerstraße, an Nr. 20 Lage                       | 1591            | Scheitelstein, bezeichnet 1752, darunter Rest einer älteren Jahreszahl (15?)91 | BW                             |
| Hofanlage                         | Winzerstraße 26 Lage                               | 18. Jahrhundert | Hakenhof, im Kern aus dem 18. Jahrhundert, Umbau bezeichnet 1821, überdachte Torfahrt | BW                             |
| Evangelische Kirche               | Winzerstraße 34 Lage                               | 1716            | schlichter barocker Saalbau, 1716; mit Ausstattung | weitere Bilder Fotos hochladen |
| Umspannturm                       | Zum Trappenberg Lage                               | um 1910/20      | Putzbau mit steilem Satteldach, um 1910/20; außer Betrieb | Fotos hochladen                |